# یواس‌اس منچستر (سی‌ال-۸۳)
یواس‌اس منچستر (سی‌ال-۸۳) (به انگلیسی: USS Manchester (CL-83)) یک کشتی بود که طول آن ۶۱۰ فوت ۱ اینچ (۱۸۵٫۹۵ متر) بود. این کشتی در سال ۱۹۴۶ ساخته شد.